# San Bartolomeo Val Cavargna
San Bartolomeo Val Cavargna (lombardul: San Bòrtol) település Olaszországban, Lombardia régióban, Como megyében. Lakosainak száma 963 fő (2023. január 1.). San Bartolomeo Val Cavargna Carlazzo, Cusino, Garzeno és San Nazzaro Val Cavargna községekkel határos.

## Népesség
A település lakossága az elmúlt években az alábbi módon változott:
| Lakosok száma | 1017 | 1010 | 963  |
|               | 2017 | 2018 | 2023 |